# Lachsöl

Allgemeine chemische Struktur von Ölen wie Lachsöl. Darin sind R^{1}, R^{2} und R^{3} Alkylreste (ca. 22 %) oder Alkenylreste (78 %) mit einer meist ungeraden Anzahl von Kohlenstoffatomen. Lachsöl ist wie andere natürliche Öle ein Gemisch von Triestern des Glycerins.

Lachsöl ist ein Öl, das aus Lachs gewonnen wird. Es ist vorwiegend in Kapseln erhältlich, da es einen starken Eigengeruch hat, und wird in Apotheken, Reformhäusern und Drogerien, mittlerweile aber auch von Discountern, als Nahrungsergänzungsmittel verkauft.

## Zusammensetzung
Es besteht aus Triglyceriden, also Fettsäureestern des Glycerins. Von den Triglyceriden leiten sich 22 % aus gesättigten, 43 % von einfach ungesättigten und zu 35 %  von mehrfach ungesättigten Fettsäuren ab. Wobei im Lachsöl  30 % der Fettsäurereste aus Omega-3-Fettsäure-Resten besteht. Pro 100 Gramm Lachs sind etwa ein bis zwei Prozent an veresterter  Eicosapentaensäure und Docosahexaensäure enthalten.

## Eigenschaften

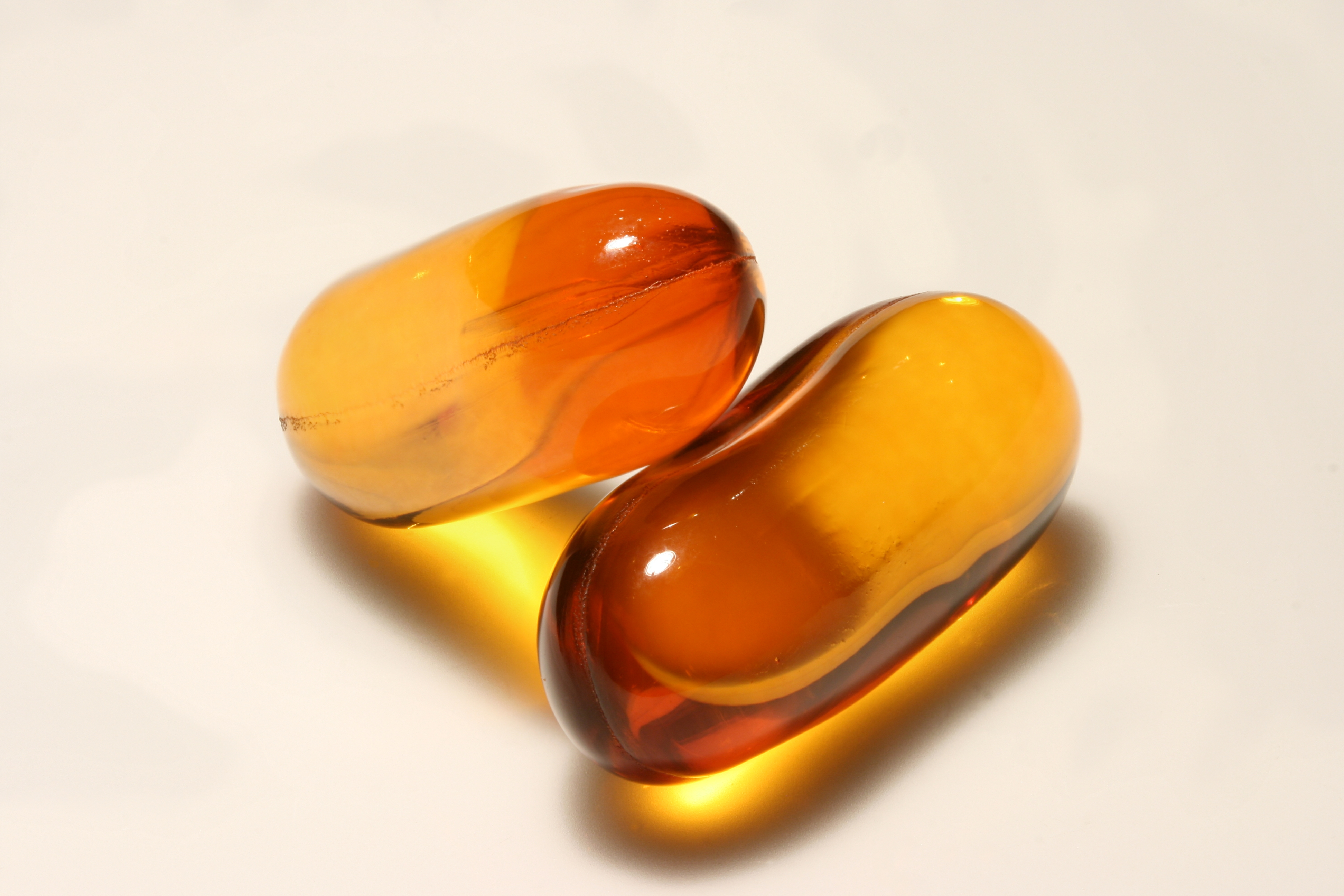
Lachsölkapseln

Lachsöl hat einen hohen Gehalt an Triglyceriden, die Omega-3-Fettsäure-Reste enthalten und soll damit eine vorbeugende Wirkung gegen viele Herzerkrankungen haben, da der Cholesterinspiegel gesenkt und die Fließeigenschaften des Blutes entscheidend verbessert werde. Außerdem werden den Triglyceriden der Omega-3-Fettsäuren positive Einflüsse auf viele Zivilisationskrankheiten wie Allergien, Arteriosklerose, Bluthochdruck, Rheuma oder bestimmte Krebsarten zugesprochen.